# Парадокс Соломона
Парадокс Соломона (англ. Solomon’s paradox) — психологический феномен, в котором проявление мудрости различается при рассуждении о проблеме в собственной жизни и жизни другого человека.

## История термина
Термин «парадокс Соломона» появился в исследовании ученых Итана Кросса, профессора психологии из Мичиганского университета, и Игоря Гроссмана, профессора психологии из университета Уотерлу.
Парадокс назван в честь царя Соломона. По легенде, он слыл великим мудрецом, к которому все приходили за советом. Но сам царь закончил довольно бесславно — растратил государственную казну, после чего начались восстания, которые после его смерти раскололи страну надвое. Также чередой неверных решений он прогневал Бога, и тот пообещал народу правителя множество лишений. Таким образом, своей жизнью царь продемонстрировал парадокс Соломона.

## Формулировка
Нередко бывает, что человек даёт другим хорошие, рациональные советы. За «я бы на твоём месте поступил так» скрывается великолепная мудрость. Но стоит ему попасть в такую же ситуацию, как он принимает неверные решения. Хотя, казалось бы, достаточно следовать собственным рекомендациям.
Основной тезис такого несоответствия — люди склонны быть мудрее, решая чужие проблемы, чем свои собственные. Парадокс обозначает ситуацию, когда человек может давать мудрые и эффективные советы другим людям — но сам в критические моменты не может абстрагироваться, дать себе самому совет и последовать ему.

## Разбор и решение
Решение было выдвинуто самими исследователями парадокса. Когда человек попадает в беду, находясь в плену эмоций, он не может дать объективную оценку случаю, соответственно и принять правильное решение. Однако смотря со стороны, легко давать советы друзьями, коллегам, родственникам, ведь их проблемы вас почти не касаются.
Чем меньше мы лично вовлечены в ситуацию, тем легче нам абстрагироваться от эмоций и страхов и рассуждать разумнее.